# Comune di Holmsland
Il comune di Holmsland fino al 1º gennaio 2007 è stato un comune danese situato nella contea di Ringkjøbing. Capoluogo era la cittadina di Hvide Sande.
Dal 1º gennaio 2007, con l'entrata in vigore della riforma amministrativa, il comune è stato soppresso e accorpato ai comuni di Egvad, Ringkøbing, Skjern e Videbæk per dare luogo al neo-costituito comune di Ringkøbing-Skjern compreso nella regione dello Jutland Centrale (in danese Midtjylland).